# Stazione di Maastricht
La stazione di Maastricht è la principale stazione ferroviaria di Maastricht, Paesi Bassi. È una stazione passante di superficie a 6 binari sulle linee Maastricht-Venlo, Maastricht-Aachen e Liegi-Maastricht.